# Joakim Frederik Schouw

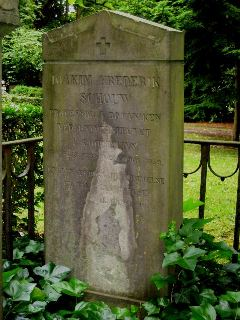
Joakim Frederik Schouws gravsten.

Joakim Frederik Schouw, född 7 februari 1789 i Köpenhamn, död där 28 april 1852, var en dansk naturforskare och politiker.
Han fick 1804 plats på en sakförares kontor, men bedrev även studier samt blev 1808 student och 1811 juris kandidat. Redan tidigt ägnade han sig åt botaniken, och på en resa i Norge 1812 insåg han växtgeografins betydelse. År 1816 tog han doktorsgraden på avhandlingen De sedibus plantarum och gjorde 1817–1820 en resa i Italien för att i dess flora söka en mellanled mellan det tropiska bältets växtvärld, som Alexander von Humboldt skildrat, och Karpaternas och Lapplands, som Göran Wahlenberg behandlat. Efter sin hemkomst blev Schouw 1821 extra ordinarie professor i botanik och utgav 1822 sitt största verk, Grundtræk til en almindelig Plantegeographie (med tillhörande Plantegeografisk Atlas  av Oluf Nicolai Olsen 1824), varmed han blev den egentlige grundläggaren av växtgeografin.
Frukten av en ny resa i Italien och Frankrike, 1829–1830, blev Tableau du climat et de la végétation de l'Italie (1839) jämte en serie lärda avhandlingar i Videnskabernes Selskabs Skrifter. Vid sidan av botaniken publicerade han en omfattande Skildring af Veirligets Tilstand i Danmark (1826) och Specimen geographiæ physicæ comparativæ (1828), varmed han öppnade en serie arbeten om den jämförande jordbeskrivningen, bland vilka det viktigaste var Europa, en let fattelig Naturskildring (1832). Genom sistnämnda arbete fick han stort inflytande på den geografiska undervisningen såväl i Danmark som utrikes. Han utgav även Prøver på en Jordbeskrivelse (behandlande Söderhavsöarna, Egypten och Italien, 1851), i vilket arbete han närmare framställde sin uppfattning av, hur geografin skulle utvecklas till ett sammanhängande läroämne, i stället för att vara en lös förening av statistik, topografi och naturvetenskap.
Schouw hade också stor betydelse i naturhistoriens införande som läroämne i skolorna. För spridning av naturhistorisk kunskap bland allmänheten verkade han särskild genom en serie ypperliga Naturskildringar (två band, 1837). Han deltog vidare mycket aktivt i Danmarks politiska liv. Redan 1831 framträdde han med "Dansk Ugeskrift" (åtta band, 1831–1836), som först hade till syfte att sprida nyttiga kunskaper, men som snart blev organ för frisinnade åsikter om politiska förhållanden. År 1834 var han upphovsman till en adress till kungen emot ytterligare inskränkningar i tryckfriheten och, då denna anhållan avvisades, 1835 till stiftandet av Trykkefrihedsselskabet, den första samlingspunkten för den vaknande oppositionen.
År 1835 utnämnde kungen honom till universitetets representant i ständerförsamlingarna, som därefter bägge valde honom till sin ordförande. I sistnämnda egenskap, till och med 1840, utbildade han de dittills okända parlamentariska formerna och betonade kraftigt ständernas rätt gentemot den kungliga kommissarien. Men detta uppträdande väckte missnöje hos Kristian VIII, och 1842 blev Schouw inte på nytt utnämnd till representant. Hans meningsvänner erbjöd sig att skaffa honom valbarhet genom att köpa honom en fastighet, men han avvisade detta förslag. Däremot återtog han sin publicistiska sysselsättning, med utgivningen av "Dansk Ugeskrift", vars andra serie (åtta band, 1842–1846), jämte dess fortsättning, "Dansk Tidsskrift" (fem band, 1847–1851), långt mer än den första behandlade politiska och nationella spörsmål. Schouw uttalade sig med fyndighet och kraft för en konstitutionell författning, men visserligen på en mycket konservativ grundval, och för en närmare sammanslutning mellan Slesvig och konungariket.
År 1843 stiftade han Föreningen for danskhedens bevarelse i Slesvig och framkallade för samma ändamål 1844 en adress till kungen. Han hyllade även uppriktigt den nordiska enhetstanken och deltog verksamt i de skandinaviska naturforskarmötena. Kort efter Kristian VIII:s död (januari 1848) utgav han tillsammans med H.N. Clausen flygskriften Ved Tronskiftet, där han framlade en plan både till vallag för en ny riksdag med klassval och låg rösträttscensus och till en ny organisation av rikets förhållande, med det tyska hertigdömet Holsteins avsöndring och Slesvigs närmare förening med konungariket, dock med särskild lantdag för dess speciella angelägenheter. Under mars månad var Schouw naturligtvis en av det nationalliberala partiets ledare. Därefter blev han ordförande i de två sista ständerförsamlingarna och slutligen i den grundlagsstiftande riksförsamlingen 1848–1849. Det erbjöds honom också att ingå i novemberministären, men han avslog anbudet. Schouw dolde inte sina betänkligheter angående den utsträckta valrätt, som denna gång tilläts, och uttalade sig 1849 öppet för en delning av Slesvig framför den självständiga ställning, som påtänktes för detta land och som sedan förde till dess fullständiga förlust. 1850 valdes Schouw till landstingsman, men tog endast obetydlig del i förhandlingarna. Schouw hade 1841 blivit direktör för botaniska trädgården och 1845 ordinarie professor. År 1841 blev Schouw medlem av svenska Vetenskapsakademien.

## Utmärkelser
- Riddare av Dannebrogorden,  1836[3]
- Dannebrogsmännens hederstecken,  1840[3]
- Kommendör av Dannebrogorden,  1849[3]

[Redigera Wikidata]